# غبولاهان سالامي
غبولاهان سالامي ((بالإنجليزية: Gbolahan Salami)؛ مواليد 15 أبريل 1991) هو لاعب كرة قدم نيجيري يجيد اللعب كمهاجم. لعب مع منتخب نيجيريا سابقا واحترف في الدوري الصربي والفنلندي والكازاخستاني. واحترف أيضا في الدوري السعودي الدرجة الثانية.. ولكنه طوال مسيرته الاحترافيه لم يحضى بالنجاح الباهر !! فلم يسجل اهداف كثيرا ولكنه يمتاز بالمهارة والقوة الجسمانية العالية
لعب سابقاً في نادي بلغراد الصربي  و احترف في السعودي في نادي القيصومة ونادي نجران ونادي أحد ونادي الطرف ونادي الخالدي و احترف في نادي الناصرية العراقي.

## الإنجازات

### النادي
- واري وولفز: الدوري النيجيري الممتاز: وصيف 2014–15

### افردية
- هداف الدوري النيجيري الممتاز (1): 2014–15[3]
- هداف واري وولفز: 2014–15

## روابط خارجية
- غبولاهان سالامي على موقع قاعدة بيانات كرة القدم.إي يو (الإنجليزية)
- غبولاهان سالامي على موقع ناشيونال فوتبول تيمز (الإنجليزية)
- غبولاهان سالامي على موقع Soccerway.com (الإنجليزية)
- غبولاهان سالامي على موقع عالم كرة القدم.نت (الإنجليزية)